# 前鳍鲉
前鳍鲉（学名：Rhinopias frondosa）为輻鰭魚綱鮋形目鮋亞目鲉科吻鲉属的鱼类。分布于印度洋北部沿岸到夏威夷以及台湾海峡等，為熱帶海水魚，棲息深度10-297公尺，本魚體高而扁，體色棲地不同而有許多變化，具有許多雜草般的流蘇，體長可達23公分，棲息在礁石區或珊瑚礁區，以其他魚類及甲殼類等為食，可作為觀賞魚，具有毒性。